# Sigillo del Wisconsin

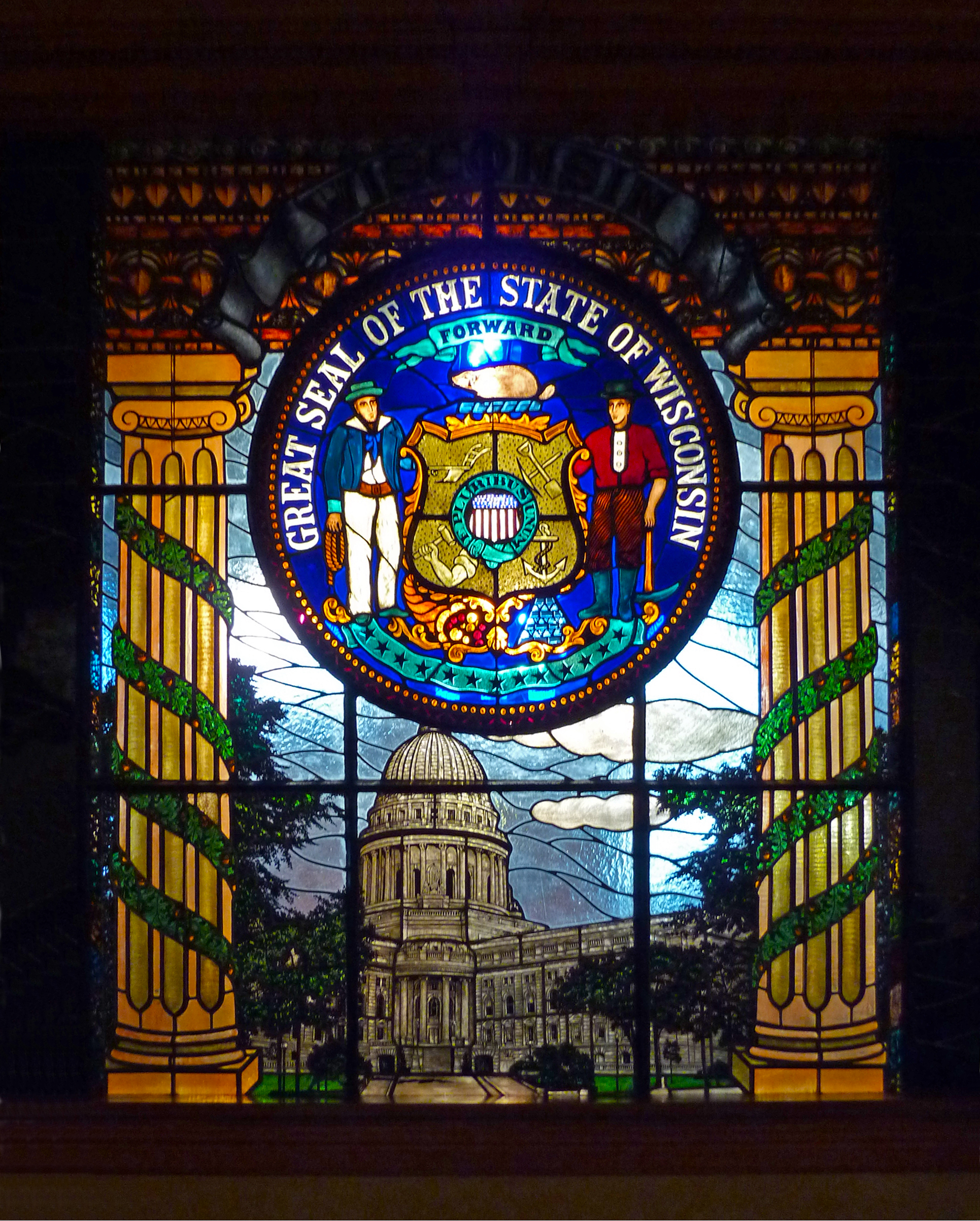
Vetrata decorativa nella Milwaukee City Hall

Il sigillo del Wisconsin (ufficialmente in inglese Great Seal of the State of Wisconsin, ossia Gran Sigillo dello Stato del Wisconsin) è un sigillo usato dal segretario dello Stato per autentificare tutti gli atti ufficiali del governatore, eccetto le leggi. 

## Caratteristiche
Consiste nello stemma, con la scritta "Great Seal of the State of Wisconsin" sopra di esso e 13 stelle, rappresentanti degli stati fondatori, sotto di esso.
- Sopra lo scudo:
  - Forward, ("Avanti") il motto;
  - un tasso.
- Al centro, lo scudo:
  - in alto a sinistra: un aratro, rappresentante l'agricoltura;
  - in alto a destra: un piccone e una pala, rappresentanti le miniere;
  - in basso a sinistra: un braccio tenente un martello, rappresentante l'industria;
  - in basso a destra: un'ancora, rappresentante la navigazione,
  - in centro: lo scudo degli Stati Uniti, compreso il motto E Pluribus Unum
  - lo scudo è tenuto da un marinaio e un yeoman (considerato generalmente un minatore), rappresentanti il lavoro tanto in acqua che sulla terraferma.
- Sotto lo scudo:
  - una cornucopia, rappresentante abbondanza e prosperità;
  - 13 lingotti di piombo, rappresentanti la ricchezza mineraria e i 13 stati fondatori.[1]

Il sigillo enfatizza l'industria mineraria e il trasporto navale. Al tempo della fondazione del Wisconsin nel 1848 le miniere di piombo e ferro erano la più grande industria del paese, che terminò all'inizio del XX secolo. Lo Stato è anche un importante nodo navale tra i Grandi Laghi e il Mississippi. Con l'avvento delle ferrovie verso la fine del XIX secolo, l'importanza navale diminuì.
Il Segretario di Stato è il tutore del sigillo, che viene posto in tutte le aule giudiziarie dello Stato.

## Sigilli governativi del Wisconsin

Sigillo del Wisconsin Department of Corrections
Sigillo del Wisconsin Department of Transportation
Sigillo della Wisconsin Supreme Court